# Antonio Ruiz
Antonio Ruiz Cervilla (Guadalupe, 1937. július 31. –) spanyol labdarúgó, középpályás, csatár, edző.

## Pályafutása

### Klubcsapatban
1956 és 1963 között a Real Madrid labdarúgója volt, de az 1962–63-as idényben kölcsönben a Deportivo La Coruña csapatában szerepelt. A Real Madriddal négy spanyol bajnoki címet, egy kupagyőzelmet és négy BEK-győzelmet ért el. 1963–64-ben a Málaga, 1964 és 1968 között a Real Murcia, 1968 és 1970 között a Castellón labdarúgója volt.

### A válogatottban
1960-ban egy alkalommal szerepelt a spanyol U21-es válogatottban.

### Edzőként
1970–71-ben a Real Murcia B, 1972 és 1974 között a Castilla, 1979–80-ban a Las Palmas, 1981–82-ben a Granada, 1983–84-ben a Rayo Vallecano, 1984-ben az Elche, 1986-ban a Real Oviedo, 1988 és 1991 között az Eldense, 1995-ben a Logroñés vezetőedzője volt.

## Sikerei, díjai

### Játékosként
Real Madrid
- Spanyol bajnokság (La Liga)
  - bajnok (4): 1956–57, 1957–58, 1960–61, 1961–62
- Spanyol kupa (Copa del Generalísimo)
  - győztes: 1962
  - döntős (3): 1958, 1962, 1961
- Latin kupa
  - győztes: 1956
- Bajnokcsapatok Európa-kupája (BEK)
  - győztes (4): 1956–57, 1957–58, 1958–59, 1959–60
  - döntős: 1961–62
- Interkontinentális kupa
  - győztes: 1960